# Triangolo dei muscoli rotondi
Il triangolo dei muscoli rotondi è uno spazio triangolare a vertice mediale e base laterale, presente nella regione posteriore della spalla e compreso tra il margine superiore del muscolo grande rotondo, il margine inferiore del muscolo piccolo rotondo e l'omero.
Questo spazio è diviso in due parti dal capo lungo del muscolo tricipite brachiale, che decorre, dall'alto verso il basso, anteriormente al piccolo rotondo e posteriormente al grande rotondo.

## Spazio omotricipitale
La parte mediale si chiama spazio omotricipitale ed è delimitato lateralmente dal capo lungo del tricipite brachiale, superomedialmente dal piccolo rotondo e inferomedialmente dal grande rotondo. In vivo dà passaggio all'arteria circonflessa della scapola.

## Spazio omerotricipitale o Quadrilatero di Velpeau
La parte laterale si chiama spazio omerotricipitale o quadrilatero del Velpeau ed è delimitato lateralmente dall'omero, medialmente dal capo lungo del tricipite brachiale, superiormente dal piccolo rotondo e inferiormente dal grande rotondo. Nel vivente dà passaggio all’arteria circonflessa posteriore dell'omero e al nervo ascellare.